# Timandra ovidius
Timandra ovidius là một loài bướm đêm trong họ Geometridae.